# Dindica subsimilis
Dindica subsimilis là một loài bướm đêm trong họ Geometridae.